# Tokushige (métro de Nagoya)
Tokushige (徳重駅, Tokushige-eki) est une station du métro de Nagoya sur la ligne Sakura-dōri dans l'arrondissement de Midori à Nagoya.

## Situation sur le réseau
La station Tokushige est située à la fin de la ligne Sakura-dōri.

## Histoire
La station a été inaugurée le 27 mars 2011.

## Services aux voyageurs

### Accès et accueil
La station est ouverte tous les jours.

### Desserte
- Ligne Sakura-dōri :
  - voie 1 : terminus
  - voie 2 : direction Taiko-dori